# Presse dans le Puy-de-Dôme
Le département français du Puy-de-Dôme possède plusieurs titres de presse écrite, particulièrement riches par rapport à sa population. Les différents titres sont présentés selon leur fréquence de parution. La présente liste n'est évidemment pas exhaustive.

## Quotidiens
Le département se démarque par l'hégémonie d'un journal : depuis les années 1960, La Montagne est le seul quotidien régional dans le Puy-de-Dôme.

### La Montagne
Quotidien régional, fondé en 1919 à Clermont-Ferrand par le socialiste Alexandre Varenne. Classique de la presse quotidienne régionale, La Montagne reprend tous les sujets de l'actualité locale et nationale. Il possède un important taux de pénétration : près de 50 % des Puydômois le lisent, et plus de 75 000 exemplaires ont été vendus en 2005 (source PQR).

### Les anciens quotidiens concurrents de la Montagne
Jusqu'en 1943, La Montagne eut deux concurrents principaux. D'abord propriété de la famille Montlouis, proche des radicaux, Le Moniteur du Puy-de-Dôme est racheté en 1927 par Pierre Laval, ce qui le fera disparaître à la Libération, un sort identique à celui de L'Avenir du Plateau central, intitulé jusqu'en 1925, L'Avenir du Puy-de-Dôme (1896-1944), organe de la droite catholique dirigé, dans ses dernières années, par la veuve de son patron, Mme Dumont, plus connue sous son nom de plume Louis d'Arvers. La Montagne, qui avait cessé sa parution en 1943, reparu dès la Libération, seul journal clermontois à pouvoir le faire. Mais dès septembre 1944, un nouveau quotidien, La Liberté s'installe dans les locaux clermontois de L'Avenir, 9-13 rue du Port. Quotidien apprécié, La Liberté est victime, en 1965, du tir groupé de l'activisme politico-syndical de la CGT du Livre de La Montagne (en commandite) et de la politique du groupe Le Parisien, dont il était une filiale.

## Hebdomadaires

### La Gazette de Thiers
Journal diffusant plus particulièrement sur la région thiernoise, La Gazette de Thiers appartient au groupe Centre-France. Le titre diffuse à 6862 exemplaires. La rédaction en chef est assurée par Jean-Baptiste Botella.

### Le Semeur Hebdo
Le journal clermontois de la rue Montlosier paraît le jeudi. Il diffuse un peu moins de 10 000 exemplaires. Ce journal, qui ne renie pas ses origines catholiques, ne se contente pas de donner des informations religieuses sur la vie du diocèse. En effet, la rédaction, dirigée par Cyril Gréghi, couvre l'ensemble de l'actualité départementale (institutionnelle, politique, associative, etc.). Une place importante est consacrée à la culture : "grand écran" offre chaque semaine une page de programmes de tous les cinémas du département, avec la critique exclusive des nouveaux films ; une ou deux pages "Sortir" annoncent les prochains spectacles et donnent de nombreuses idées de sorties. Sur le plan de l'actualité nationale et internationale comme par sa sélection télé illustrée et commentée, Le Semeur Hebdo donne un regard original et plein de sens, complété régulièrement par des dossiers sur les grandes questions de société. Mais la principale force du titre reste son fort réseau de correspondants locaux de presse bénévoles, animé par Patrick Ragon, chef d'édition, et quadrillant environ 300 communes du Puy-de-Dôme, qui communiquent les nouvelles des "pays" tels que conseils municipaux, vie associative ou vie des gens "ordinaires" (naissances, mariages, décès), justifiant le sous-titre du journal : "L'hebdomadaire qui parle de vous". Destinées d'abord aux autochtones, ces Informations intéressent également les expatriés. Cet hebdomadaire a adopté une nouvelle formule en janvier 2008 et a compté parmi les premiers journaux à paraître tout en couleurs. La maquette des pages généralistes a été revue pour plus de lisibilité et le nombre de photos a quasiment doublé. L'arrivée du groupe PMSO, qui a racheté le titre – en octobre 2014 – à Williams Captier, son ancien propriétaire, parti en retraite après 41 ans de présence dont 39 ans comme directeur et rédacteur en chef, a amené l'utilisation d'un nouveau logiciel de traitement des articles (Melody) et le montage sous In-Design, avec l'abandon d'X-Press. Le journal est vendu en kiosque et disponible aussi sur abonnement.

### Le Paysan d'Auvergne
Le Paysan d'Auvergne est une revue agricole départementale. Ce journal a été créé en décembre 1944, à la suite de la Seconde Guerre mondiale, dans la période de restructuration de l'agriculture départementale. Sa périodicité a évolué : le journal est d'abord mensuel, puis bimensuel, pour finir par être un hebdomadaire depuis janvier 1960. Ses locaux ont longtemps été à la Chambre d'Agriculture du Puy-de-Dôme, puis à la suite de son éviction en 1983, il est à la Maison des Paysans, sur le site de Marmilhat. Depuis sa création, le journal a été la voix des initiatives locales aussi bien que des politiques et autres techniques agricoles. Aujourd'hui encore, il suit l'actualité de la PAC, raconte le projet de jeunes agriculteurs, parle des actions de la Confédération Paysanne, présente les interlocuteurs du monde agricole, offre des informations techniques, édite l'actualité foncière et l'info-prairie, il publie les annonces légales. Le journal est aussi l'éditeur du guide administratif et juridique de l'agriculture dans le Puy-de-Dôme Le Paysan Futé. Le Journal est disponible sur abonnement.

### Info Magazine
Hebdomadaire gratuit de petite annonce, Info Magazine a la particularité d'avoir chaque semaine une trentaine de pages magazines revenant sur de nombreux sujets d'actualités locales, ou présentant des enquêtes de société.

## Mensuel

### Le magazine Zap
Magazine citadin diffusé sur Clermont-Ferrand et sa grande agglomération, Le magazine Zap a la grande particularité d'être un journal gratuit, uniquement payé par la publicité. Malgré la difficulté inhérente à ce concept, Zap, créé en 2003, a su se développer en visant un lectorat urbain, plutôt jeune, et branché. Le magazine est déposé chaque mois dans quelque 600 points de distribution (cinémas, salles de spectacle, boutiques, restaurants, bars, universités, etc.).
Misant sur un côté décalé, Zap prend le parti de ne pas faire comme les autres. Aussi trouve-t-on régulièrement des interviews de personnalités, locales, nationales et internationales, sur des concepts originaux, centrés par exemple sur la musique, la culture ou le sport.
Zap est aussi réputé pour certaines rubriques satiriques, comme Les Chroniques des Haines ordinaires de Raoul, ou L'horoscope d'Oscar Luzin.
Le journal annonce enfin les dates de spectacles, et apparaît, du coup, comme un support de présentation de la vie culturelle de la cité.
Le magazine possède un site web.

### Octopus Magazine
Cette section est promotionnelle ou publicitaire (mai 2024). Considérez son contenu avec précaution et/ou discutez-en.
Tout commence en 2003 avec le lancement d'un magazine culturel gratuit bimensuel. Ce premier format posait les bases d'une aventure éditoriale qui allait connaitre une transformation au fil des années.
En 2016, une nouvelle étape est franchie avec la création d'Octopus Magazine. Ce changement de nom s'accompagne d'une profonde évolution sur le fond, la forme, le positionnement et la périodicité.
Le magazine passe désormais à un format mensuel de 72 pages. Cette augmentation du volume permet d'offrir un contenu rédactionnel plus riche et plus approfondi, toujours rédigé en interne par l'équipe d'OCTOPUS COMMUNICATION.
La structure du magazine s'enrichit également de nombreuses rubriques, couvrant un large éventail de sujets culturels et sociétaux.
Octopus Magazine se démarque par son approche accessible et passionnée, s'adressant à un public curieux et désireux de rester au courant des actualités de la région qui les entourent (cinéma, spectacles, évènements, sorties culturelles, etc.)
Octopus Magazine est aujourd'hui un véritable repère culturel, incontournable pour tous ceux qui souhaitent élargir leurs horizons et nourrir leur soif de savoir.
Tous les numéros déjà parus sont disponibles sur leur site.

## Bimensuel

### L'Effronté
Ce journal satirique auvergnat était l'équivalent du Canard Enchaîné à l'échelle régionale. Anti conformiste et libre de parti pris, le journal entendait donner un autre point de vue de l'actualité à travers les coulisses du pouvoir, ou des informations passées sous silence. Utilisant fréquemment des sobriquets pour désigner les personnalités locales, le directeur de la publication, Louis Maisonneuve, a pu être contesté dans son travail d'investigation Le refus affiché par lui du manichéisme et de l'amalgame a moins rallié les suffrages que son opposition frontale avec le grand quotidien régional, baptisé "La Pravda". Comme la majorité des directeurs de magazines dits "satiriques", il a été plusieurs fois poursuivi, accusé d'avoir essentiellement diffamé des magistrats, ce qu'il considérait comme une distinction. Lancé en 1999, le journal a été cédé en 2010 à Maxence Schoene, puis s'est arrêté en 2013. Aucun magazine d'investigation sans a-priori n'a, à ce jour, pris la relève.

## Trimestriel

### La Galipote
Bientôt trente ans d'existence pour ce journal satirique qui traite de l'actualité avec jeux de mots et sous-entendus. Agrémenté de nombreux dessins, c'est une sorte de compromis entre Charlie hebdo et Le Canard Enchaîné à l'échelon régional. Authentique journal d'investigation local, La galipote fait partie du paysage culturel auvergnat. La qualité de sa ligne rédactionnelle et son respect de l'éthique journalistique lui a permis de n'être jamais inquiété par la justice, en dépit de ses enquêtes sur les affaires locales.

## Presse disparue

### L'avenir du Plateau Central
L'Avenir du Plateau central — jusqu'en 1925 L'Avenir du Puy-de-Dôme — est un quotidien régional qui parut de 1896 à 1944. Il était dans l'entre-deux-guerres, l'un des trois grands journaux de Clermont-Ferrand et de sa région, avec Le Moniteur du Puy-de-Dôme et La Montagne.

### Le Moniteur du Puy-de-Dôme
Le Moniteur du Puy-de-Dôme est un journal quotidien régional publié de 1856 à 1944. Lancé comme un journal bonapartiste, soutien du Second empire, il devient ensuite républicain en 1871, puis radical. Il est racheté par Pierre Laval en 1927 qui fait évoluer sa ligne politique vers le centre-droit puis le soutien au régime de Vichy. Il est suspendu à la libération de Clermont-Ferrand le 27 août 1944.

### Champs Libres
Le Paysan d'Auvergne, revue agricole locale, a tenté au début des années 2000 de lancer un hebdomadaire sur le Puy-de-Dôme. Ce fut l'expérience de Champs Libres, en 2003. Le journal n'aura pas su trouver une ligne éditoriale séduisante auprès des Puydômois, mélangeant sujets de sociétés, locaux, programmes TV et mots croisés. Né sur les cendres de Champs libres, Puy-de-Dôme Hebdo connu le même sort, ne parvenant pas à se lancer.
L'échec de Champs Libres eut une connotation toute particulière, signifiant bien la prédominance du groupe Centre-France, véritable vecteur d'hégémonie et de contrôle sur la presse locale.

### Info Magazine
Info Magazine est un journal gratuit créé en 1982. Le titre est diffusé dans trois départements dont le Puy-de-Dôme : Info Clermont-Ferrand dont le premier numéro est sorti en 1983 et Info Riom. En 2019 il est racheté par le groupe Médiatour dont le gérant édite ensuite Clermont Infos63, distribué à 30 000 exemplaires sur Clermont–Ferrand et sa zone de chalandise.

### Modergnat
Le titre, disparu en 2010, était diffusé sur l'ensemble de la région et était édité par LLM Presse. Né en septembre 2004, Modergnat était dirigé par les Le Labousse-Martin. Les articles se classaient en différentes catégories tel que société, culture, politique, économie, sport, histoire ou loisirs.
Il traitait chaque mois des quatre départements auvergnats. Il fut lancé par deux journalistes et était financé par des investisseurs privés. Il ne dépendait d’aucun groupe de presse ou de formation politique.

### Sports Auvergne
Sports Auvergne est un ancien bimestriel (trimestriel à partir de juillet 2017) sur le sport en Auvergne créé début 2006 par 6pack Publishing en partenariat avec le quotidien La Montagne.
Par l'intermédiaire de reportages, résultats, le magazine dévoilait tous les deux mois des portraits de sportifs de la région Auvergne (Aurélien Rougerie, Grégory Coupet, Elvis Vermeulen, etc.). Il proposait également des articles sur les clubs (ASM, Clermont Foot, Jeanne d'Arc de Vichy, etc.), des rétrospectives, la découverte de sports insolites, des dossiers sur les loisirs, des pages consacrées aux supporters, etc.
Sa parution a cessé en 2021. Le groupe Centre France le remplace par un nouveau titre : Terre de Sports.